# Monfaucon (Dordogne)
Monfaucon (okzitanisch: Mont Faucon) ist eine französische Gemeinde mit 290 Einwohnern (Stand: 1. Januar 2022) im Département Dordogne in der Region Nouvelle-Aquitaine. Sie gehört zum Arrondissement Bergerac und zum Kanton Pays de la Force. Die Einwohner werden Pierrotins genannt.

## Geographie
Monfaucon liegt in der Landschaft Périgord am Fluss Lidoire, der auch die nördliche Gemeindegrenze bildet. Umgeben wird Monfaucon von den Nachbargemeinden Saint-Géraud-de-Corps im Norden, Fraisse im Osten, Saint-Pierre-d’Eyraud im Südosten, Le Fleix im Süden, Port-Sainte-Foy-et-Ponchapt im Südwesten sowie Saint-Méard-de-Gurçon im Westen.

## Bevölkerungsentwicklung
| Jahr                       | 1962 | 1968 | 1975 | 1982 | 1990 | 1999 | 2006 | 2018 |
| Einwohner                  | 273  | 250  | 186  | 209  | 233  | 232  | 257  | 292  |
| Quellen: Cassini und INSEE |      |      |      |      |      |      |      |      |

## Sehenswürdigkeiten

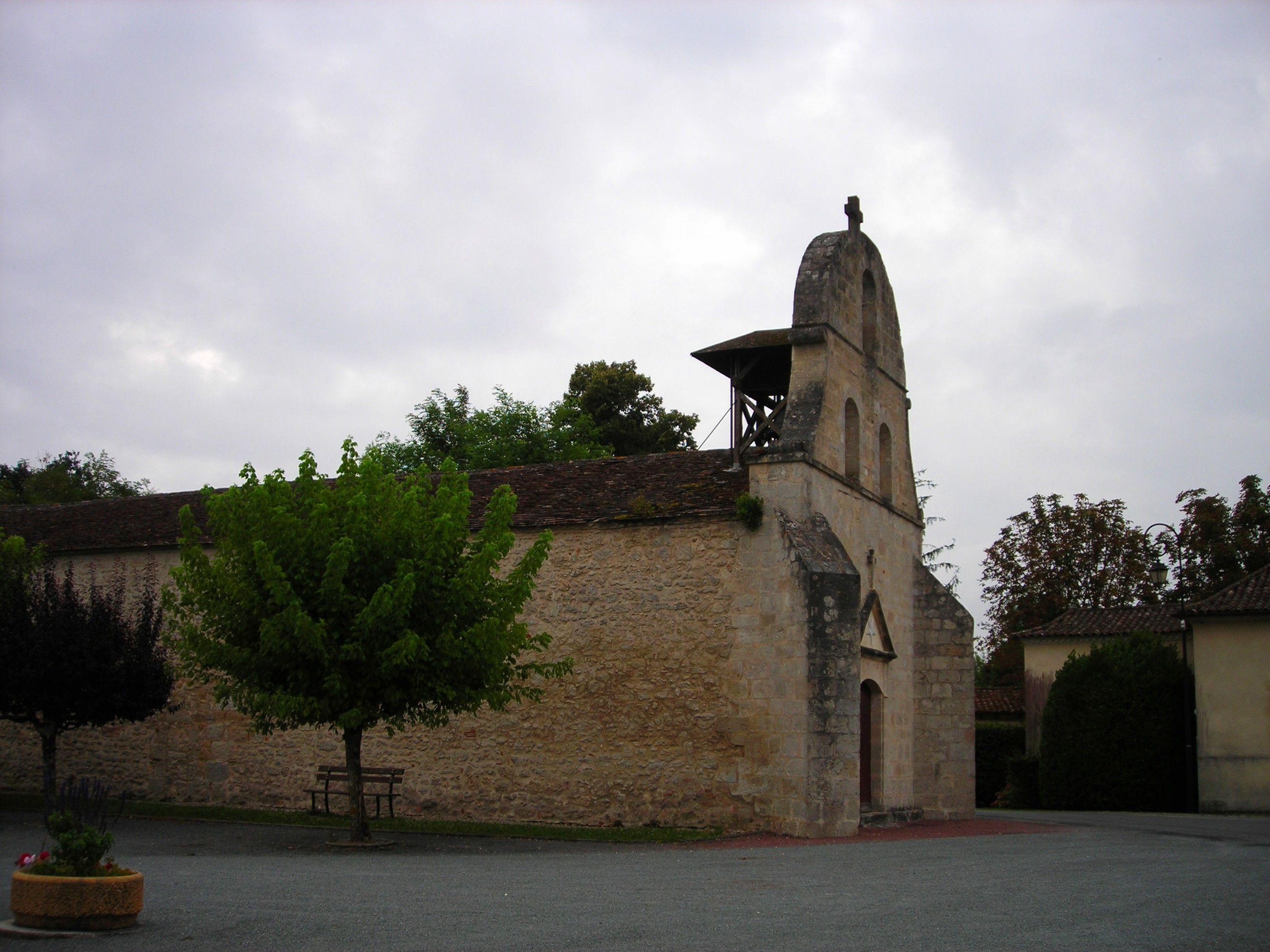
Kirche Notre-Dame-de-la-Nativité

- Kirche Notre-Dame-de-la-Nativité